# M1919
Az M1919 amerikai tervezésű, de több ország által használt géppuska. Hírnevét a Banánháborúk és a második világháború alatt szerezte. Könnyű gyalogsági és fedélzeti fegyverként is használták. Annak ellenére, hogy a 20. század közepén kezdték kiszorítani az újabb géppuskák (mint az M60 géppuska), a NATO-ban és több országban még fennmaradt. Tervezésében az M2-esre hasonlít, ami szintén Browning-tervezésű, és használ a NATO.

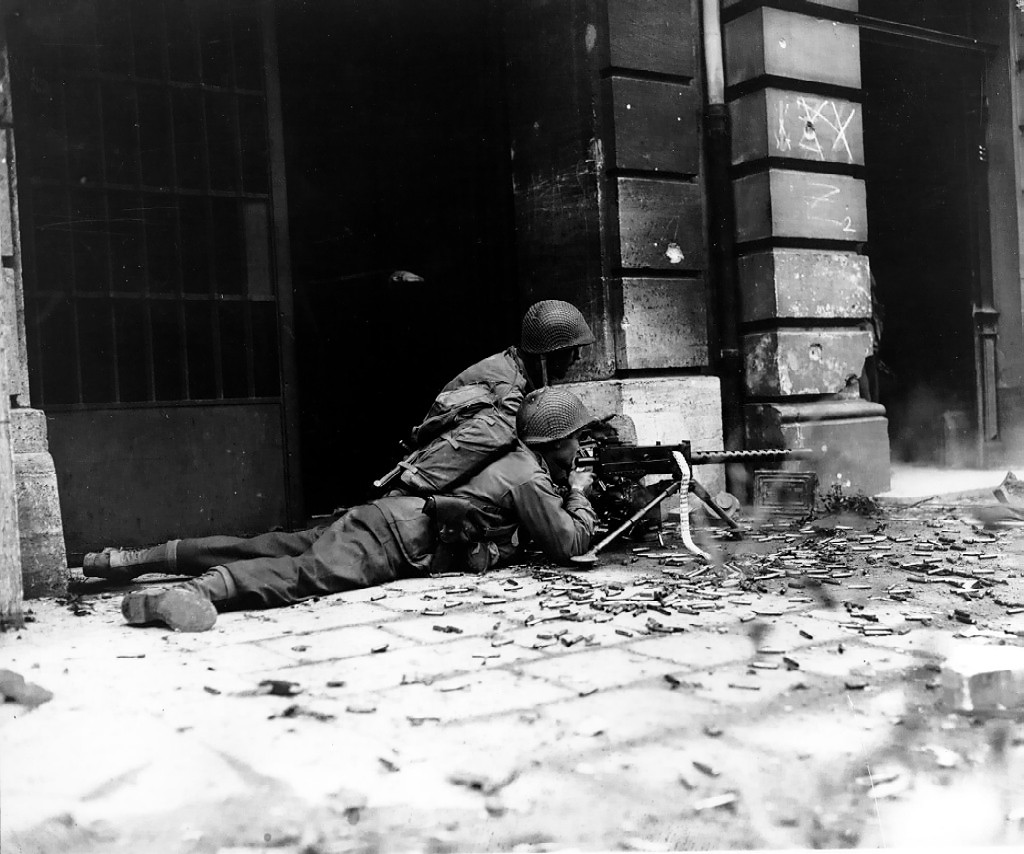
Amerikai katonák Aachenben egy M1919-es géppuskával.

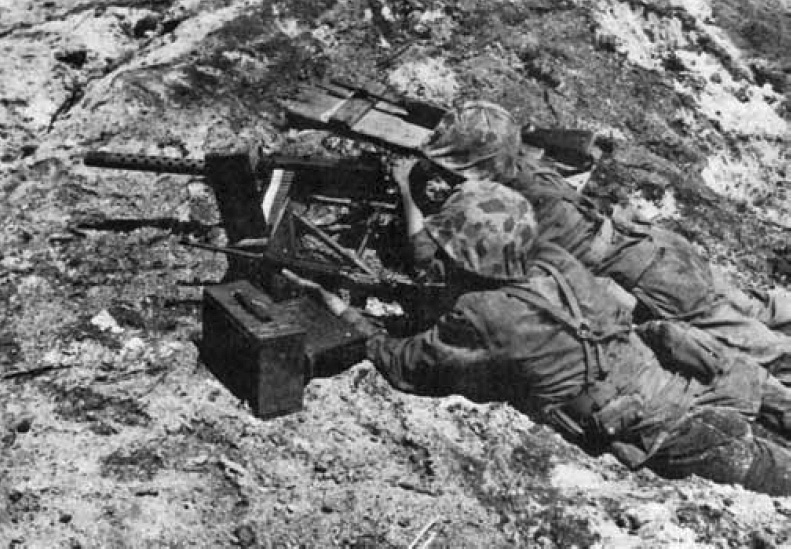
Amerikai katonák Namur szigetén egy M1919A4 géppuskával.

## Gyártása
Több amerikai gyár is gyártotta az M1919-et: General Motors Corporation, Buffalo Arms Corporation és a Rock Island Arsenal. Az Egyesült Királyságban egy rövid ideig a Birmingham Small Arms Company. Eredetileg 667 dollárért gyártották, de a tömeggyártás miatt 141 dollár 44 penny volt az ára.

## Változatok

### M1919 géppuska változatai
Összesen hatféle változat készült hozzá. Az eredeti M1919-esnek a csöve eléggé nehéz volt. Az M1919A1 már egy könnyebb csővel és egy kétlábú állvánnyal rendelkezett. Az M1919A2 még könnyebb volt, és háromlábú állvánnyal volt felszerelve, különösen lovassági csapatoknak szánták. Ezzel a speciális variánssal egyszerűbben lehetett mozogni. Az M1919A2-t a két világháború között használták, mert a lovasságot felváltotta a gépesített gyalogság.

#### M1919A4
Az M1919A4 volt a leggyakoribb változat. Egyaránt látható volt gyalogosoknál és a gépkocsikra telepítve is. A második világháború alatt sokat exportáltak belőle, és a világháború után is megmaradt kis mennyiségben. Két változatot csak járművekre terveztek: az M1919A5-öt és az M1919A4E1-et.

#### M1919A6
Az M1919A6 egy, a gyalogságnak szánt, hordozható típus, hasonlóan a német MG34-hez és MG42-höz. Az előbb említett fegyverekhez képest nagy volt a tömege (32 font [~12 kg]), így lecserélték az 1960-as években az M60-as géppuskára.

#### AN/M2
A repülőkre tervezett .30-as kaliberű M1919A4-est AN/M2 néven gyártotta a Browning Arms Company. Csöve könnyebb fémből készült minél kisebb tömeg elérése érdekében. Ezt később a 12,7 mm űrméretű M2-es váltotta le.

#### Mk 21

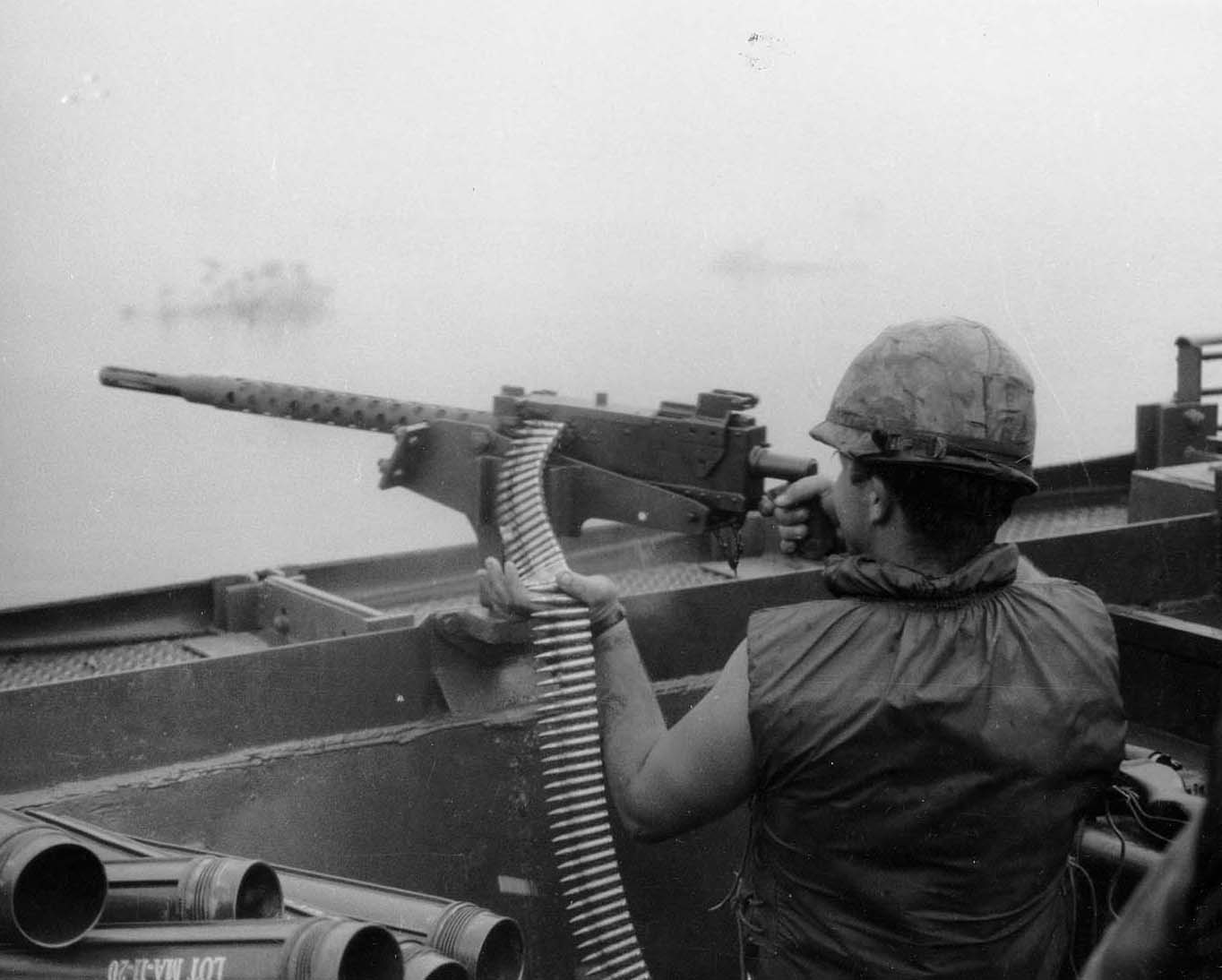
Az Mk 21-es a vietnámi háború idején

Az egyre erősödő amerikai jelenlét Vietnámban növekvő igényt alakított ki kézifegyverekre, különösen az új M60-asra. A Haditengerészetnek jelentős géppuska tartalékai maradtak a második világháború és a koreai háború után. Gondot jelentett, hogy ezek még a .30-06-os Springfield lőszert használták a 7,62 mm NATO lőszer helyett. Az Mk 21 a .30 M1919A4 7,62 mm NATO lőszert használó típusa volt.

## Fordítás
- Ez a szócikk részben vagy egészben  a   M1919 Browning machine gun című angol Wikipédia-szócikk fordításán alapul.  Az eredeti cikk szerkesztőit annak laptörténete sorolja fel. Ez a jelzés csupán a megfogalmazás eredetét és a szerzői jogokat jelzi, nem szolgál a cikkben szereplő információk forrásmegjelöléseként.

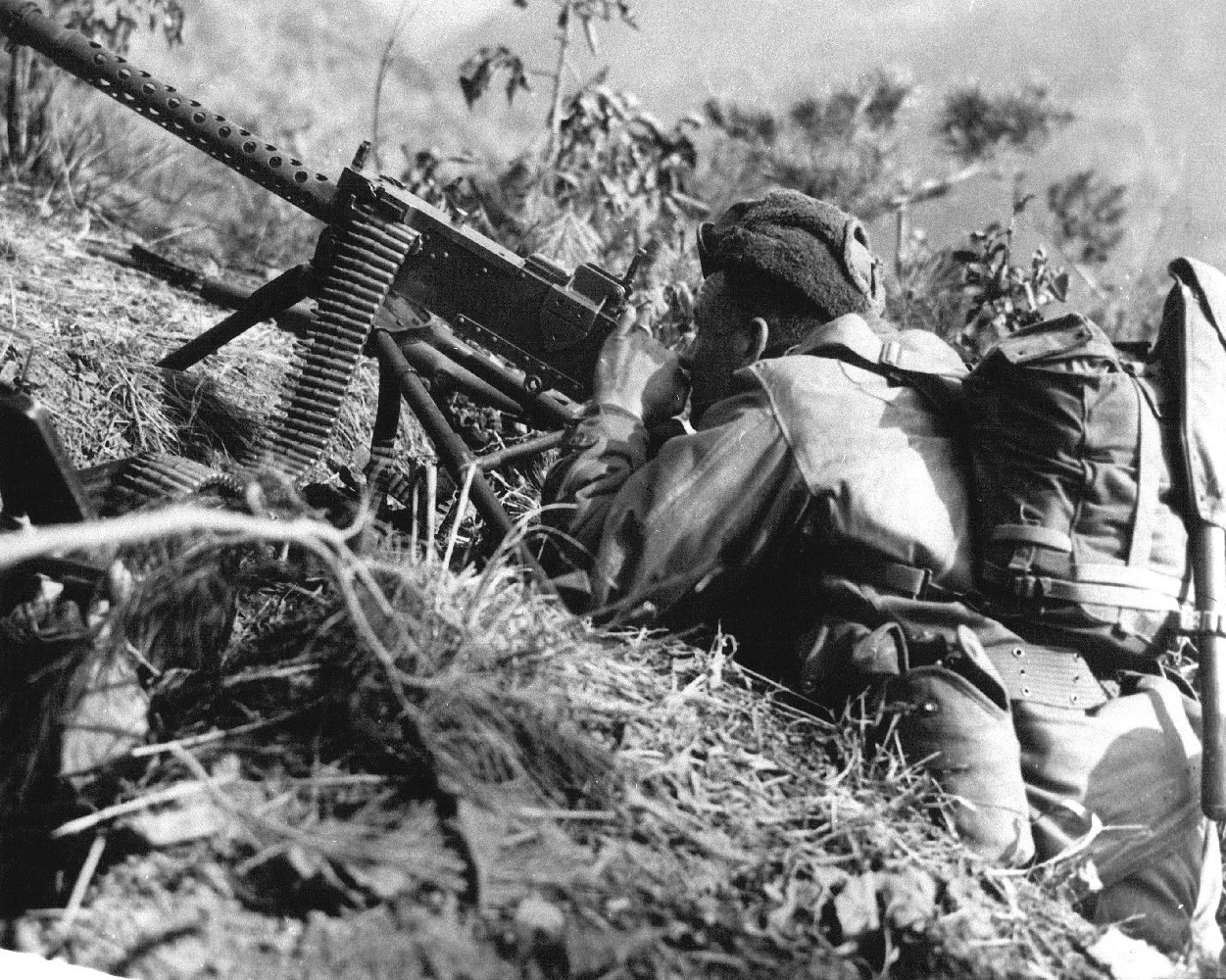
M1919A4-gyel célzó amerikai katona Koreában.